# Lumut Nauli
Lumut Nauli is een bestuurslaag in het regentschap Tapanuli Tengah van de provincie Noord-Sumatra, Indonesië. Lumut Nauli telt 945 inwoners (volkstelling 2010).